# 里見武神
里見武神（日语：サトノアレス），是日本純種競賽馬匹。生涯活躍於一哩賽事，曾於2016年勝出朝日盃未來錦標。

## 出賽前
2014年2月25日出生於北海道千歲市社台牧場，所有權歸於母系之馬主里見治旗下。
其後交由美浦訓練中心練馬師藤澤和雄訓練。

## 競賽生涯

### 2歲
2016年8月14日出戰札幌競馬場2歲新馬戰，比賽途中保持於較後的位置穩步推進，進入直路後於外檔順利加速，然而最終仍然未能超越一早衝出的Collier d'Or以頸位落敗得第二。
其後出戰2歲未勝利戰，但於直路未能壓制前方的白日彗星，再度以第二完賽。
9月11日出戰另外一場2歲未勝利戰，本次比賽選擇於較前的位置推進下於直路成功突破，最終於終點線前超越佔先的Red Roses取得首勝。
11月27日於短暫放草後出戰條件戰秋海棠賞，比賽途中一直保持於第七左右的中團位置推進，並於中段逐步進佔有利位置。進入直路後，其於外檔位置一舉加速衝出，最終跑出全場最快末腳速度下成功以1 1/2馬位優勢取勝。
其後出戰朝日盃未來錦標，賽前僅獲得第六人氣。比賽開始後，其選擇於較後方位置緩慢推進，和採取先行或居中戰術的頭三人氣賽駒Mi Suerte、賽黃晶及Clear the Track形成鮮明對比。比賽途中，其一直維持此較慢的步速通過彎道，進入直路後於外檔位置加速強襲取得連線，其後亦可以抵擋同爲後上馬的Bom Servico的追擊，最終以1/2馬位優勢取得首個分級賽冠軍。
年末，由於其以三連勝姿態勇奪一級賽優勝，因而於評選中以280票當選最佳2歲雄馬。

### 3歲
2017年以春季錦標作爲首戰，然而於於開閘後失去平衡而漏閘，因而於比賽途中一直處於最後方追走的狀態。進入直路後，縱然其轟出後600米35.5秒的末腳，但仍然未能扭轉比賽初段的劣勢，最終敗於勝出光采、Outliers及Platina Voice下以第四落敗。
4月16日出戰皋月賞，本次比賽再度採用留後戰術下雖然於直路跑出全場最快末腳，但再度未能彌補差距下最終以第十一大敗。
其後前往放草，最終因爲日程問題而未有出戰東京優駿（日本打吡）。
進入夏季後陣營一度打算安排其遠征美國出戰貝蒙打吡邀請錦標，但考慮距離過後擱置計劃，最終於7月2日出戰公開賽巴賞。比賽開始後，其順利出閘並於前方有利位置進行推進，進入直路後進入加速狀態並維持走勢，最終成功以頸位優勢壓贏對手取得時隔7個月的勝利。
1星期後乘勢出戰函館紀念並獲得第一人氣，但於進入直路後未能表現出以往凌厲的末腳速度，最終僅跑獲第六。
函館紀念過後進入放草，並於10月21日回歸出戰富士錦標，於其中因受到大爛地的影響未能最大程度加速，最終以第六完賽。
11月25日降級出戰公開賽首都錦標，雖然但於直路上一直未能對前方的大和卡尼給予足夠壓力，最終被對手率先透出下自身以頸位差距憾負債。

### 4歲
2018年2月4日出戰東京新聞盃，比賽初段再度因漏閘需要留後，並於比賽途中保持緩慢的節奏等待時機。進入直路後，騎師柴山雄一指揮其抽出較爲空曠的內欄位置逐步加速，最終跑出全場最快末腳下將對手超越，僅以1馬位差距敗於雍容白荷取得亞軍。
5月12日出戰京王盃春季盃，本次比賽主動選擇留後下於直路再度轟出恐怖的末腳，最終僅敗於稍早前衝出的威震月宮及唱作人取得第三。
6月3日乘勢出戰安田紀念，雖然本次比賽因爲出閘不順而導致其於比賽初段較爲混亂，但調整過後成功回復正常的節奏繼續推進。進入直路後，其逐步於外檔發力加速並衝入先頭的群中間，最終於混戰中敗於魔族雅谷、太空隕石及文雅之士取得以第四完賽。
其後原定於夏季時遠征法國出戰傑克莫華大賽，但由於在7月20日時出戰體態不佳的狀況而取消遠征並繼續休養。
12月22日於阪神盃復出，然而於比賽途中因和其他賽駒糾纏造成其無法集中，最終以尾二第十五慘敗。

### 5歲
歷經大敗後於2019年年初出戰東京新聞盃，於賽事途中回復狀態並成功發揮不俗的加速力，最終敗於內欄強襲的冠軍車手及外檔Red Olga以第三完賽。
其後陣營預先報名於澳洲舉行的唐加士打一哩賽，但最終因種種原因未有成行。
5月11日出戰京王盃春季盃，然而於進入馬場後被發現左前腳不良於行，最終被賽會勒令退賽。
發生此事件後其返回馬房訓練，但於一段時間過後陣營認爲其若要回復狀態較爲困難，最終決定安排其退役並於10月16日取消日本中央競馬會的賽駒註冊。

### 詳細賽績
| 日期       | 舉辦國家 | 馬場 | 距離   | 級別 | 賽事名稱       | 負重 | 騎師     | 馬號 | 出馬 | 名次     | 時間     | 頭馬（二馬）     |
| ---------- | -------- | ---- | ------ | ---- | -------------- | ---- | -------- | ---- | ---- | -------- | -------- | ---------------- |
| 14/8/2016  | 日本     | 札幌 | 草1800 |      | 2歲新馬        | 54   | 柴山雄一 | 7    | 7    | 2        | 1:52.8   | Collier d'Or     |
| 28/8/2016  | 日本     | 札幌 | 草1800 |      | 2歲未勝利      | 54   | 李慕華   | 3    | 9    | 2        | 1:51.8   | 白日彗星         |
| 11/9/2016  | 日本     | 中山 | 草1800 |      | 2歲未勝利      | 54   | 柴山雄一 | 8    | 15   | 1        | 1:50.2   | （Red Roses）    |
| 27/11/2016 | 日本     | 東京 | 草1600 |      | 秋海棠賞       | 55   | 莫雅     | 8    | 13   | 1        | 1:35.6   | （Etre Digne）   |
| 18/12/2016 | 日本     | 阪神 | 草1600 | GI   | 朝日盃未來錦標 | 55   | 四位洋文 | 17   | 18   | 1        | 1:35.4   | （名聞遐邇）     |
| 19/3/2017  | 日本     | 中山 | 草1800 | GII  | 春季錦標       | 56   | 戶崎圭太 | 9    | 11   | 4        | 1:48.7   | 勝出光采         |
| 16/4/2017  | 日本     | 中山 | 草2000 | GI   | 皋月賞         | 57   | 戶崎圭太 | 13   | 18   | 11       | 1:58.4   | 艾恩遺跡         |
| 2/7/2017   | 日本     | 函館 | 草1800 | OP   | 巴賞           | 54   | 李慕華   | 6    | 8    | 1        | 1:46.5   | （Angreifen）    |
| 16/7/2017  | 日本     | 函館 | 草2000 | GIII | 函館紀念       | 54   | 李慕華   | 1    | 16   | 6        | 2:01.6   | Luminous Warrior |
| 21/10/2017 | 日本     | 東京 | 草1600 | GIII | 富士錦標       | 54   | 大野拓彌 | 1    | 15   | 6        | 1:35.7   | 天域龍馬         |
| 25/11/2017 | 日本     | 東京 | 草1600 | OP   | 首都錦標       | 55   | 李慕華   | 2    | 18   | 2        | 1:32.6   | 大和卡尼         |
| 4/2/2018   | 日本     | 東京 | 草1600 | GIII | 東京新聞盃     | 57   | 柴山雄一 | 3    | 16   | 2        | 1:34.3   | 雍容白荷         |
| 12/5/2018  | 日本     | 東京 | 草1400 | GII  | 京王盃春季盃   | 56   | 蛯名正義 | 1    | 18   | 3        | 1:19.5   | 威震月宮         |
| 3/6/2018   | 日本     | 東京 | 草1600 | GI   | 安田紀念       | 58   | 蛯名正義 | 2    | 16   | 4        | 1:31.5   | 魔族雅谷         |
| 22/12/2018 | 日本     | 阪神 | 草1400 | GII  | 阪神盃         | 57   | 川田將雅 | 10   | 16   | 15       | 1:23.6   | 天麗光輝         |
| 3/2/2019   | 日本     | 東京 | 草1600 | GIII | 東京新聞盃     | 56   | 柴山雄一 | 1    | 15   | 3        | 1:32.0   | 冠軍車手         |
| 11/5/2019  | 日本     | 東京 | 草1400 | GII  | 京王盃春季盃   | 56   | 柴山雄一 | 3    | 15   | 閘前退賽 | 閘前退賽 | 倫敦塔           |

## 退役後
退役後，里見武神成爲了配種馬，於北海道日高町育馬者Stallion Station休養，在2020年進行配種，首批子嗣於2021出生。首批子嗣可於2023年出賽。
2023年其正式接受土耳其賽馬會的邀請，被轉移至土耳其成爲當地的配種馬，並於2月5日出國。2月6日土耳其東南部和敘利亞的邊境發生地震，但由於里見武神目的地爲處於土耳其西北部貝沙省的Karacabey牧場，因而其並未受到太大影響。
2024年，其被轉移至阿達納省Seyhan牧場。

## 血統簡介
父系大震撼爲日本賽駒，爲日本賽馬史上第二匹無敗三冠馬，生涯出戰十四場賽事僅得兩場未能勝出，退役後配種成績亦極爲優秀。祖父週日寧靜是美國三冠賽雙冠馬，退役後在日本配種，在日本馬壇相當成功，贏得多項分級賽事，其子嗣贏得巨額獎金。
母系Satono Amazones爲愛爾蘭生產的日本賽駒，生涯出賽三場僅勝出一場。外祖父丹山爲美國生產的英國賽駒，生涯戰績優秀，曾勝出一級賽希鐸短途盃錦標，退役後配種成績亦極爲優秀。

### 血統表
| 父線：週日寧靜系（Halo系）                |                               |               |                 |
| 種馬 大震撼 2002年（棗色）                | 週日寧靜 1986年（棕色）       | Halo          | Hail to Reason  |
| 種馬 大震撼 2002年（棗色）                | 週日寧靜 1986年（棕色）       | Halo          | Cosmah          |
| 種馬 大震撼 2002年（棗色）                | 週日寧靜 1986年（棕色）       | Wishing Well  | Understanding   |
| 種馬 大震撼 2002年（棗色）                | 週日寧靜 1986年（棕色）       | Wishing Well  | Mountain Flower |
| 種馬 大震撼 2002年（棗色）                | 風中秀髮 1991年（棗色）       | Alzao         | 利法爾          |
| 種馬 大震撼 2002年（棗色）                | 風中秀髮 1991年（棗色）       | Alzao         | Lady Rebecca    |
| 種馬 大震撼 2002年（棗色）                | 風中秀髮 1991年（棗色）       | Burghclere    | Busted          |
| 種馬 大震撼 2002年（棗色）                | 風中秀髮 1991年（棗色）       | Burghclere    | Highclere       |
| 繁殖雌馬 Satono Amazones 2004年（棗色）   | 丹山 1992年（棗色）           | 單色          | 北方風味        |
| 繁殖雌馬 Satono Amazones 2004年（棗色）   | 丹山 1992年（棗色）           | 單色          | Pas de Nom      |
| 繁殖雌馬 Satono Amazones 2004年（棗色）   | 丹山 1992年（棗色）           | Razyana       | His Majesty     |
| 繁殖雌馬 Satono Amazones 2004年（棗色）   | 丹山 1992年（棗色）           | Razyana       | Spring Adieu    |
| 繁殖雌馬 Satono Amazones 2004年（棗色）   | Prawn Cocktail 1992年（棗色） | Artichoke     | Jacinto         |
| 繁殖雌馬 Satono Amazones 2004年（棗色）   | Prawn Cocktail 1992年（棗色） | Artichoke     | Ivory Tower     |
| 繁殖雌馬 Satono Amazones 2004年（棗色）   | Prawn Cocktail 1992年（棗色） | Crimson Saint | Crimson Satan   |
| 繁殖雌馬 Satono Amazones 2004年（棗色）   | Prawn Cocktail 1992年（棗色） | Crimson Saint | Bolero Rose     |
| 雌系：Crimson Saint系（號族：8-c）        |                               |               |                 |
| 五代內近親交配：北地舞人 5×4、Natalma 5×5 |                               |               |                 |

## 命名由來
名字中，Satono（サトノ）是馬主里見治冠名，出自其姓氏中的「里」（サト）結合日語連接詞「的」（サトノ）組成，Ares（アレス）則是古希臘神話中的戰神阿雷斯，香港則採意譯，將其翻譯为「武神」。

## 外部連結
- 里見武神 netkeiba.com （页面存档备份，存于）
- 血統表 （页面存档备份，存于）